# Litvínov
Litvínov, bis 1949 Horní Litvínov (deutsch Ober Leutensdorf, früher auch Oberleutensdorf und Ober Leitensdorf) ist eine Stadt im Okres Most im Ústecký kraj in Tschechien.

## Geographie

### Lage
Die Stadt liegt in Nordböhmen am Fuß der Südabdachung des Erzgebirges.

### Stadtgliederung
Die Stadt Litvínov besteht aus den Ortsteilen Chudeřín (Bergesgrün), Dolní Litvínov (Niederleutensdorf), Hamr (Hammer), Horní Litvínov (Oberleutensdorf), Horní Ves (Oberdorf), Janov (Johnsdorf), Křížatky (Kreuzweg), Lounice (Launitz), Písečná (Sandl), Růžodol (Rosenthal), Šumná (Rauschengrund) und Záluží (Maltheuern). Grundsiedlungseinheiten sind Chudeřín, Dolní Litvínov, Důl Pavel, Hamr, Hamr-sídliště, Horní Ves, Janov, Janov-sídliště, Janovské polesí, Koldům, Korda I, Korda II, Křížatky, Litvínov-střed, Litvínov-u stadionu, Lounice, Loupnické údolí, Na ladech, Osada-jih, Osada-sever, Písečná, Pod Chudeřínem, Růžodol, Šumná, Tylova, U Bílého potoka-jih, U Bílého potoka-sever, U nádraží, Zahrádkové osady Pavel und Záluží. Das Gemeindegebiet gliedert sich in die Katastralbezirke Chudeřín u Litvínova, Dolní Litvínov, Hamr u Litvínova, Horní Litvínov, Janov u Litvínova, Křížatky, Lounice, Růžodol, Šumná u Litvínova und Záluží u Litvínova.

### Nachbarorte
| Nová Ves v Horách (Gebirgsneudorf) | Klíny (Göhren)                              | Meziboří (Schönbach)                               |
| Horní Jiřetín (Obergeorgenthal)    | Kompassrose, die auf Nachbargemeinden zeigt | Lom (Bruch)                                        |
|                                    | Most (Brüx)                                 | Louka (Wiese), Mariánské Radčice (Maria Ratschitz) |

## Geschichte

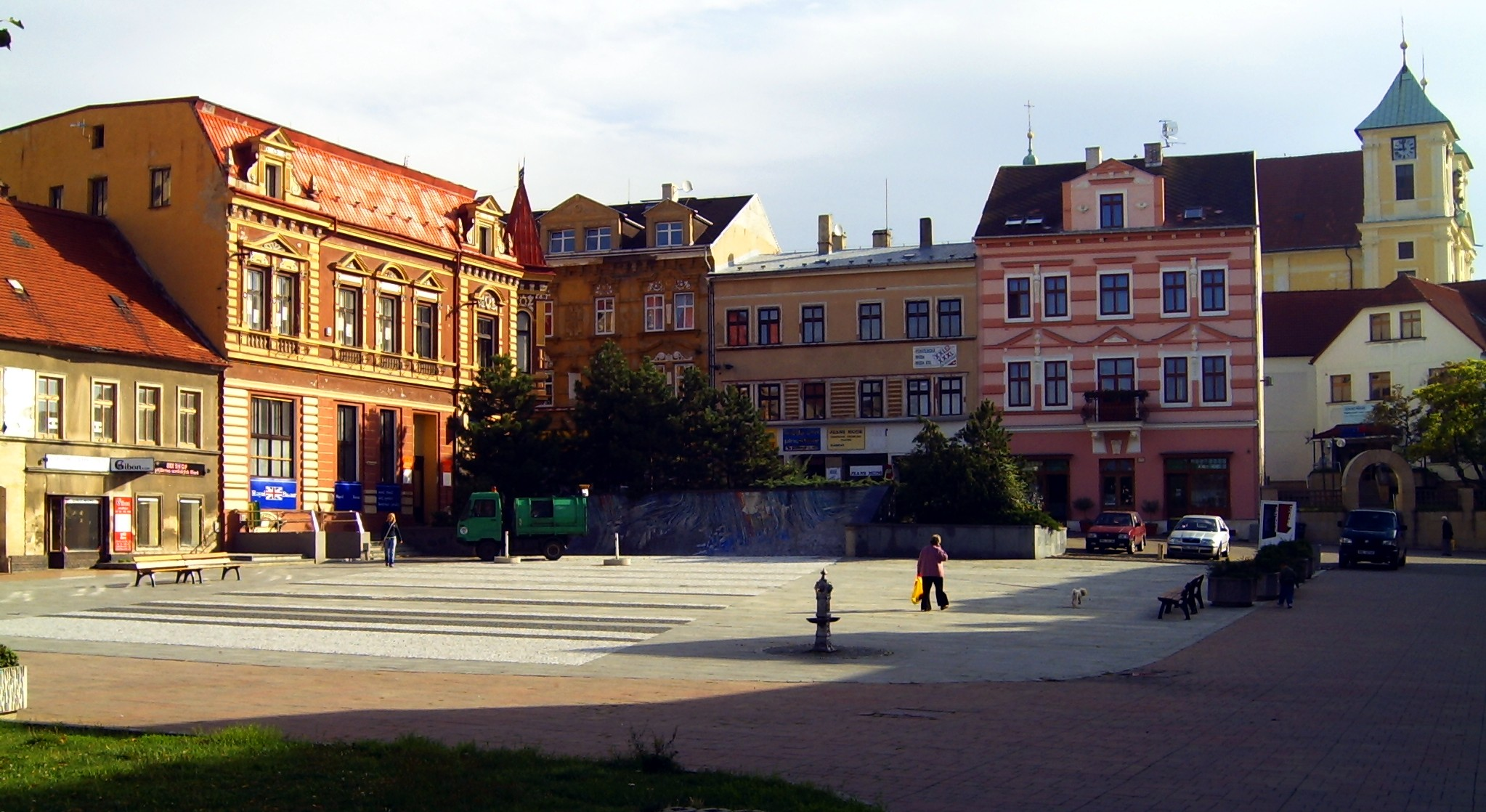
Fußgängerzone Náměstí Míru mit St. Michael

Der Name ist vermutlich auf den Besiedler Lutvín oder Litvín zurückzuführen. Als Dorf mit Kirche wurde der Ort das erste Mal im Jahr 1352 urkundlich in dem päpstlichen Steuerbulletin Registrum decimarum erwähnt. Darin und in weiteren Eintragungen in den Jahren 1369, 1384, 1399 und 1405 werden Lutwini villa, Lutwinow, Luthvinuivilla und Litwinow erwähnt. Im Jahr 1398 verkauften die Herren von Riesenburg die Herrschaft Riesenburg an den Meißener Markgrafen Wilhelm I. In der Eigentumsliste tauchen dann das erste Mal auch die beiden Bezeichnungen für Litvínov auf, die später immer wieder benutzt werden. Zu einem Leutmannsdorf und Nedir Leutmannsdorf. Beide Bezeichnungen wurden auch in der Urkunde von 1459 erwähnt, als die böhmische Krone unter König Georg von Podiebrad die Besitztümer von den Meißnern zurückkaufte und der Besitz der Riesenburger zum königlichen Lehen wurde. Am Ende des 15. Jahrhunderts verkaufte Vladislav II. diese Güter an der Landtafel wieder. Seit 1505 wurden Ober- und Unterleutensdorf in den Urkunden konsequent unterschieden. 1589 wurde das Gut Ober Leutensdorf an Wenzel von Lobkowicz verkauft, der es mit Ober Georgenthal vereinte. Gleichzeitig begann im Rauschengrund der Abbau von Kupfer, Molybdän und Zinkerzen.

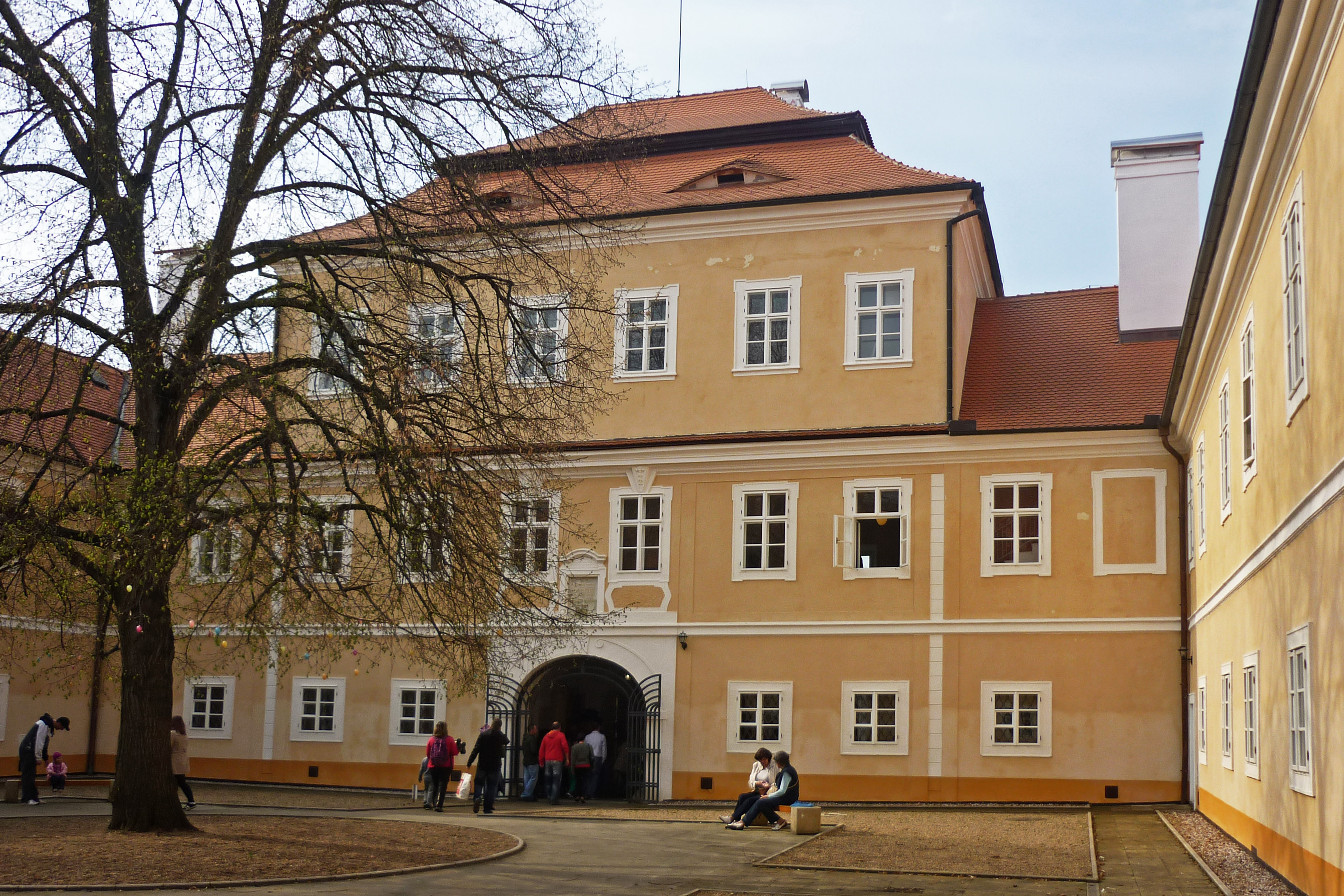
Schloss Litvínov

Um die Mitte des 17. Jahrhunderts kam das Dorf Ober Leutensdorf zusammen mit Dux und anderen Ortschaften durch die Vermählung der verwitweten Polyxena von Talnberg mit dem Reichsgrafen Maximilian von Waldstein in den Besitz der Familie Waldstein. Das Dorf, das am Anfang des 18. Jahrhunderts lediglich 28 Häuser umfasste, wurde am 7. Mai 1715 von Kaiser Karl VI. auf Ersuchen des Grafen Joseph von Waldstein, der hier die erste Tuchfabrik Böhmens einzurichten begann, zum Marktflecken erhoben mit dem Recht, alljährlich am Michaelitag (29. September) einen Jahrmarkt abzuhalten.
Der Markt Ober Leutensdorf wurde am 5. August 1852 zur Stadt erhoben.
Am 7. August 1901 nahm die Überlandstraßenbahn Brüx–Johnsdorf ihren Betrieb auf.
Ab dem 4. Januar 1905 war Ober Leutensdorf Sitz eines Bezirksgerichts und eines Finanzamts. Nach dem Ersten Weltkrieg wurde Ober Leutensdorf 1919 der neu geschaffenen Tschechoslowakei zugeschlagen. Aufgrund des Münchner Abkommens wurde Ober Leutensdorf 1938 mit dem Sudetenland ins Deutsche Reich integriert und war bis 1945 Teil des Landkreises Brüx im Regierungsbezirk Aussig.
Nach dem Zweiten Weltkrieg wurde die deutsche Bevölkerung ab Mai 1945 unter Berufung auf die Beneš-Dekrete zum großen Teil enteignet und vertrieben. Viele Neubürger aus Mittelböhmen, der Slowakei, Repatrianten und Roma siedelten sich in der Nachkriegszeit an. Im Jahr 1947 wurde Dolní Litvínov erneut nach Horní Litvínov eingemeindet. Im Jahr 1949 erhielt die Stadt den Namen Litvínov. Zwischen 1948 und 1960 war Litvínov Bezirksstadt des Okres Litvínov; seit dessen Aufhebung gehört die Stadt zum Okres Most.
Die alte meterspurige Straßenbahn wurde ab 1957 durch eine Schnellstraßenbahn auf neuer Trasse ersetzt.

## Bevölkerung
Bis 1945 war Ober Leutensdorf überwiegend von Deutschböhmen besiedelt, die vertrieben wurden.
Bevölkerungsentwicklung bis 1945
| Jahr | Einwohner | Anmerkungen          |
| ---- | --------- | -------------------- |
| 1830 | 2.146     | in 260 Häusern       |
| 1850 | ca. 2.800 | [ 10 ]               |
| 1900 | 12.928    | deutsche Einwohner   |
| 1930 | 9.810     | davon 2302 Tschechen |
| 1939 | 8.284     | [ 12 ]               |

Bevölkerungsentwicklung nach Ende des Zweiten Weltkriegs
(Stand: 31.12. des jeweiligen Jahres)
| Jahr | Einwohner |
| ---- | --------- |
| 1947 | 19.321    |
| 1950 | 21.617    |
| 1960 | 22.587    |
| 1970 | 22.481    |
| 1980 | 23.362    |

| Jahr | Einwohner |
| ---- | --------- |
| 1990 | 29.594    |
| 2000 | 27.790    |
| 2010 | 27.144    |
| 2020 | 23.489    |
| 2022 | 22.695    |

## Städtepartnerschaften
- Battenberg (Eder) in Hessen, Deutschland
- Olbernhau in Sachsen, Deutschland
- Brie-Comte-Robert in der Region Île-de-France, Frankreich

## Sehenswürdigkeiten

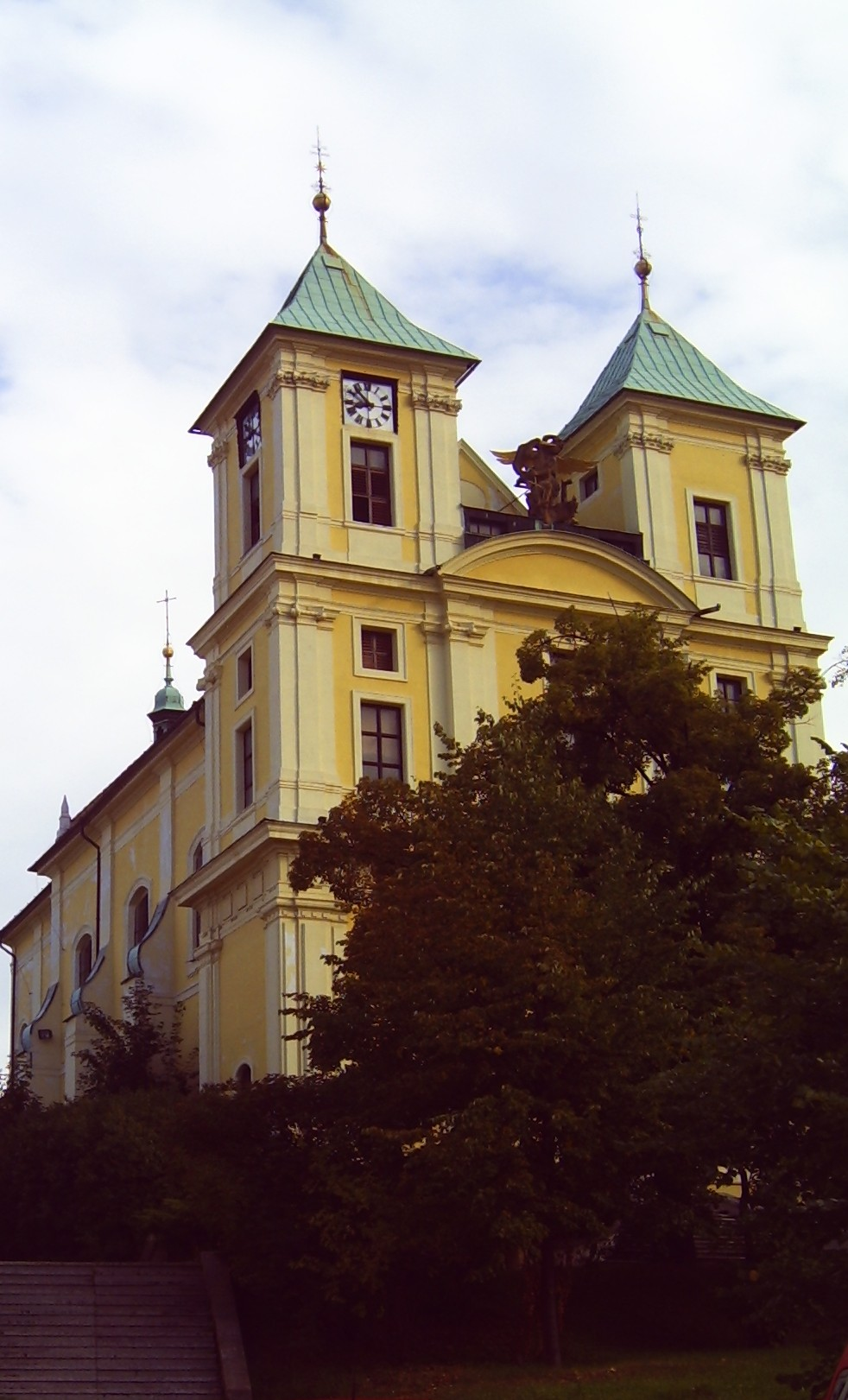
Pfarrkirche St. Michael

- Pfarrkirche St. Michael (Kostel sv. Michala), entworfen von Jean Baptiste Mathey
- Wallensteiner Schloss
- Altes Rathaus, erbaut von Emanuel Filibert von Waldstein

## Wirtschaft

### Frühe Neuzeit
Nachdem im Jahr 1642 Polyxena Marie von Lobkowicz, geb. von Talmberg, Maximilian von Waldstein heiratete, kam der Ort einige Jahrhunderte in den Besitz der Familie von Waldstein. Wirtschaftliches Wachstum erlebte Oberleutensdorf nach der Gründung der ersten Tuchweberei durch Johann Josef von Waldstein. Er galt als Vertreter des sich wirtschaftlich orientierenden Adels. Er versuchte, neue Wege zu finden, um aus der Krise des Dreißigjährigen Krieges herauszukommen. Er versuchte, den am Boden liegenden Erzbergbau wieder aufleben zu lassen; unter seiner Regentschaft wurde verstärkt mit dem Braunkohleabbau begonnen. Daneben gründete er die ersten Textilmanufakturen in Oberleutensdorf. Arbeitskräfte waren kein Mangel, da die Landwirtschaft und die Viehzucht in den umliegenden Bergen nicht genügend Erträge abwarfen. Auch an Fachkräften mangelte es nicht. Diese kamen meist aus den Manufakturen des Klosters Ossegg. Bereits 1715 exportierten die Manufakturen feines Wolltuch ins Ausland. Im selben Jahr wurde Oberleutensdorf wegen seiner gewachsenen wirtschaftlichen Bedeutung durch Kaiser Karl VI. mit dem Privileg für einen Jahrmarkt zum Markt erhoben. Ein Jahr später erhielt der Ort ein Siegel und ein Wappen; 1721 kam ein zweiter Jahrmarkt hinzu, auf dem überwiegend Tuch angeboten wurde. Weitere Zünfte siedelten sich an. Im Jahr 1717 war es die Bauzunft, 1726 die Schmiede, Wagner und Weber. 1737 trennten sich die Müller von der Duxer Zunft und gründeten in Oberleutensdorf eine eigene. 1746 kamen Tischler, Schlosser und Büchsenmacher hinzu; 1748 konstituierte sich die Bäckerzunft.
Ab 1757 kamen weitere Webereien, Strumpffabriken und Strickwarenfabriken hinzu, die anfangs von 22 Meistern gebildet wurden, deren Anzahl bis 1819 auf 300 anwuchs. Die Produkte fanden bis Anfang des 19. Jahrhunderts Absatz in ganz Europa. Anfang des 19. Jahrhunderts kamen Spielwarenmanufakturen hinzu. 1829 wurde im Ortsteil Rauschengrund die erste Textilfabrik erbaut, die zur Herstellung Maschinen einsetzte.

### Industrialisierung
Franz Adam von Waldstein installierte gemeinsam mit den Reichenberger Unternehmern Ferdinand Römheld Johann Ferdinand Römheld und Josef Heutig die ersten Dampfmaschinen in den Textilmanufakturen. Die Entwicklung kam jedoch zu spät und litt zudem durch die zunehmende Konkurrenz der Unternehmen in Reichenberg und durch die Wirtschaftskrise in den Jahren 1847/48. Schließlich musste sie geschlossen werden. 1860 versuchten die Nonnen des Kreuzordens den Betrieb wieder zu beleben, mussten aber auch nach acht Jahren Konkurs anmelden.
Seit den 1820er Jahren wuchs die Bedeutung der Spielwarenindustrie. C. G. Krause aus dem sächsischen Heidelberg baute die erste Manufaktur auf. Acht Jahre später stieg in das Geschäft auch der ehemalige leitende Angestellte der Waldsteiner Tuchmanufaktur Johann Franz Teibler ein. Das Unternehmen wuchs auch unter dem nächsten Geschäftsführer, dem Magdeburger Carl Anton Müller weiter, der es später auch übernahm, in C. A. Müller umbenannte und in Oberleutensdorf ein neues Fabrikgebäude erbauen ließ. Die Firma bestand bis 1910.
Ein weiteres bedeutendes Unternehmen im 19. Jahrhundert war die Pappmaché-Manufaktur von Johann Georg Höhnlein aus Eisfeld, die 1834 mit der Produktion begann und von seiner Tochter, die Tierfiguren und Früchte herstellte, weiter betrieben wurde. Einen ähnlichen Betrieb eröffnete Bernhard Rothe, der daneben Modelle aus Lehm, Gips und Schwefel kreierte, für die er an der Weltausstellung in London 1851 die goldene Drei-Kaiser-Verdienstmedaille erhielt.

Waldsteinplatz mit Straßenbahn (1912)

Während des 19. Jahrhunderts wurden im nordböhmischen Becken die ersten Bergwerke zum Abbau von Braunkohle angelegt. Ein industrieller Aufschwung setzte ein; 1872 bekam Oberleutensdorf Eisenbahnanschluss durch die Dux-Bodenbacher Eisenbahn.
Seit dem 15. September 1879 residierte in der Stadt die fünf Jahre zuvor in Katharinaberg gegründete Spielwarenfachschule, die 1882 verstaatlicht wurde. Die Schule wurde in ganz Österreich-Ungarn für originelle Ideen und erfolgreiche Projekte bekannt und erhielt mehrere Auszeichnungen. 1890 wurde sie erweitert und in k.k. Fachschule für Keramik und Fachgewerbe umbenannt. Durch schlechte Bezahlung in der Holz- und Spielwarenproduktion und durch das Wachstum der Textilindustrie und des Bergbaus sanken in den Folgejahren die Schülerzahlen, und die Schule wurde schließlich 1916 geschlossen.
In der zweiten Hälfte des 19. Jahrhunderts nahm die Einwohnerzahl durch Zuzug stark zu. Grund war die zunehmend starke Stellung der Textilproduktion Ende der 1820er Jahre. In der Stadt selbst und im Rauschengrunder Tal erbaute Augustin Wilhelm Marbach aus Chemnitz 1828 bis 1831 die ersten Textilindustriebetriebe. Später trat Konrad Riecken in das bis 1945 tätige Unternehmen Marbach & Riecken ein. 1846 kam eine Spinnerei der Gesellschafter Gulder und Halisch, die M. Schick & Co., hinzu, 1890 die Spinnerei E. G. Pick & Co. 1879 ersteigerte Familie Keller aus Lennep Teile der Firma A. Müller nebst Wasserrechten und eröffnete eine Filzhutfabrik.

### Braunkohletagebau

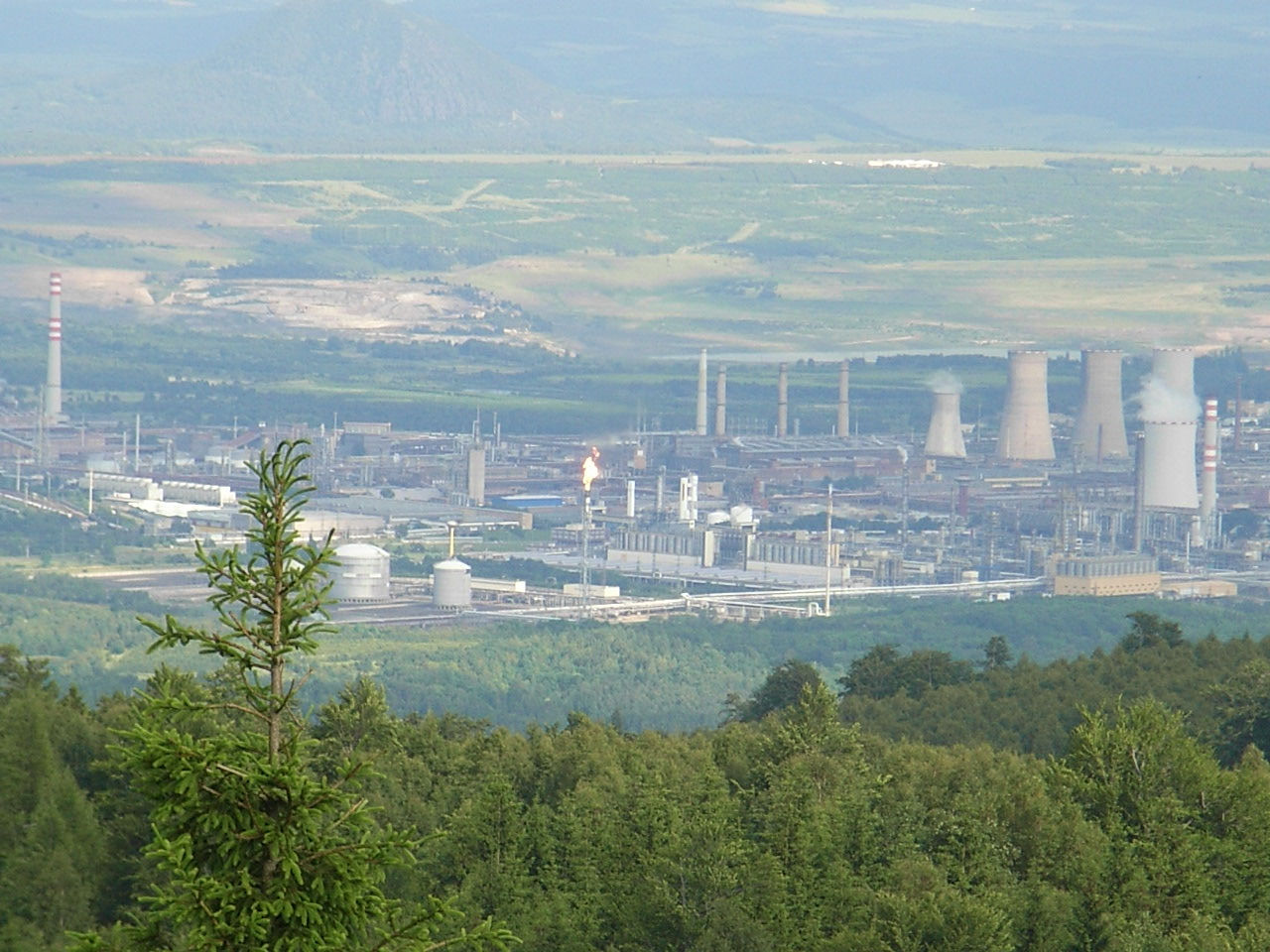
Industriekomplex Záluží mit der „Ewigen Flamme“

Ein weiterer starker und über Jahrhunderte hinaus auf die Menschen und die Umwelt einflussnehmender Wirtschaftszweig war der Bergbau. Mit der ersten Tagebau-Förderung wurde im Jahr 1922 begonnen. Für den Transport der gewonnenen Braunkohle, aber auch der Industrieerzeugnisse wurde der Ort an das nordböhmische Bahnnetz angeschlossen. Der Bahnhof, gleichzeitig wichtiger Bahnknotenpunkt, wurde am 24. November 1894 in Betrieb genommen.
Ab 1937 errichtete die Sudetenländische Treibstoffwerke AG in den Gemarkungen der Gemeinden Maltheuern, Rosenthal und Kopitz ein Hydrierwerk zur Herstellung von synthetischem Benzin aus Braunkohle. Die Braunkohlenbergwerke wurden von der Sudetenländischen Bergbau AG (SUBAG) verwaltet, beides Teilbetriebe der Hermann-Göring-Werke. Die benötigten Arbeiter waren in dieser Zeit Gefangene und Zwangsarbeiter. Nach dem Zweiten Weltkrieg wurde das Werk unter dem Namen SK Stalinovy Zavody (Stalinwerk) weitergeführt, später als Chemische Werke der tschechoslowakisch-sowjetischen Freundschaft (Chemické závody československo-sovětského přátelství) und heißen seit 1991 Chemopetrol. Inzwischen gehört der Betrieb zum polnischen Konzern PKN Orlen. Der Ortsteil Dolní Litvínov wurde durch den Braunkohleabbau bis auf sechs Häuser liquidiert.
Auf der anderen Seite kam es Anfang des 20. Jahrhunderts immer mehr zum Niedergang der Textilindustrie. Die Herstellung von Spielwaren wurde ebenfalls eingestellt. Der Niedergang der Industrie führte schließlich zu einer Arbeitslosenquote von knapp 25 %.

### Gegenwart
In Litvínov-Záluží befindet sich die heute größte Erdölraffinerie Tschechiens. Seit Eröffnung der Erdölleitung Freundschaft 1965 wird russisches Erdöl raffiniert, 1972 wurde die Kohlehydrierung eingestellt.

## Verkehr

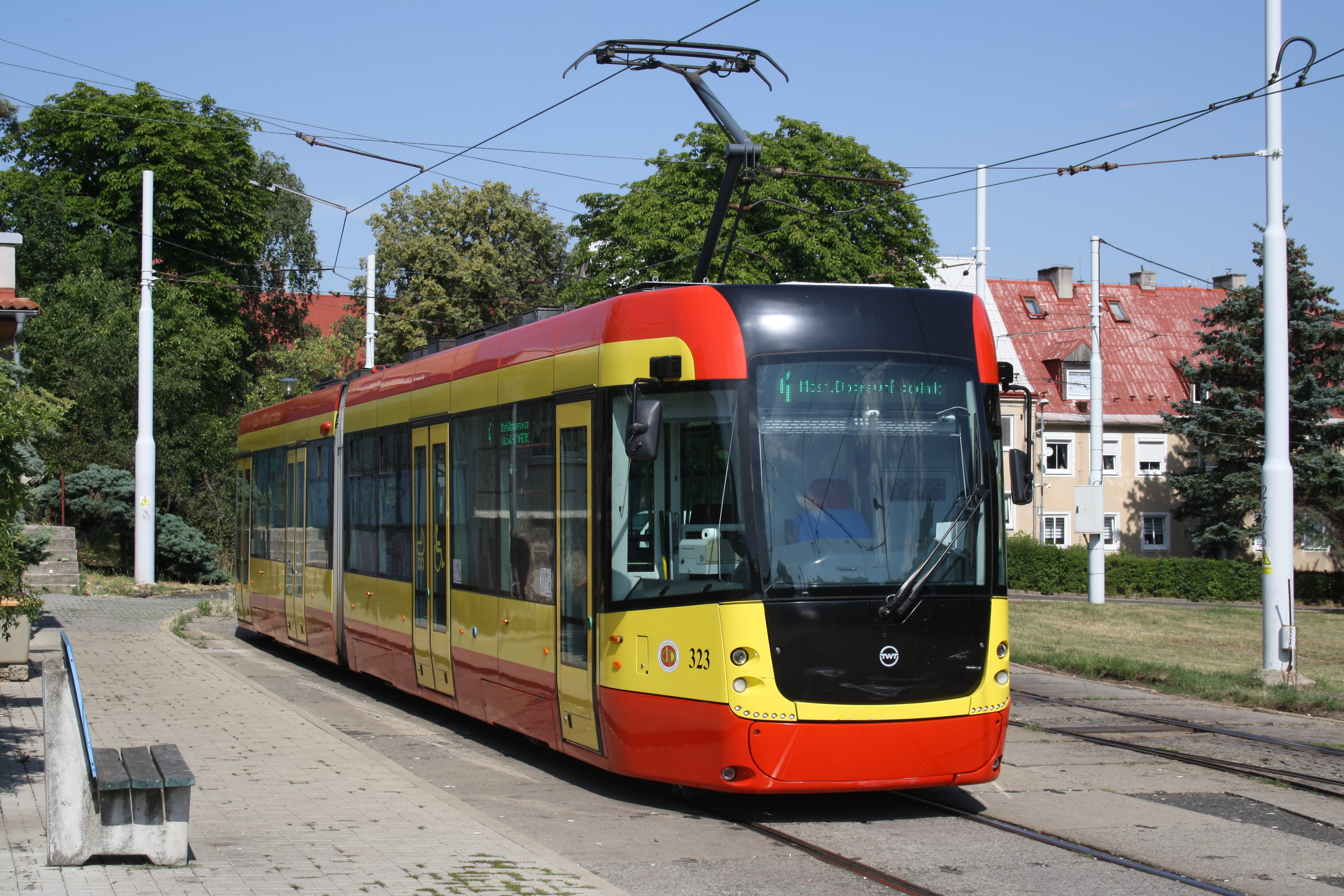
Endhaltestelle Litvínov Citadela der Straßenbahn

Seit 1901 besteht eine Straßenbahnstrecke, die Litvínov mit der Nachbarstadt Most verbindet.

## Sport
Der Extraliga-Club HC Litvínov wurde 1945 gegründet und trägt seine Heimspiele im Zimní stadion Ivana Hlinky aus.

## Söhne und Töchter der Stadt
- Nikolaus Adaukt Voigt (1733–1787), Begründer der wissenschaftlichen Numismatik in Böhmen
- Josef Beránek (* 1969), Eishockeyspieler
- Robert Reichel (* 1971), Eishockeyspieler und -trainer
- Eva Herzigová (* 1973), Model
- Iva Frühlingová (* 1982), Model und Sängerin
- Jakub Petružálek (* 1985), Eishockeyspieler
- Michal Nguyễn (* 1989), Fußballspieler
- Miriam Kolodziejová (* 1997), Tennisspielerin
- Kristian Reichel (* 1998), Eishockeyspieler